# Wingia aurata
Espèce
Wingia aurata est une espèce de lépidoptères de la famille des Oecophoridae.
On le trouve dans le nord-ouest de l'Australie.
Il a une envergure de 30 à 35 mm

## Galerie

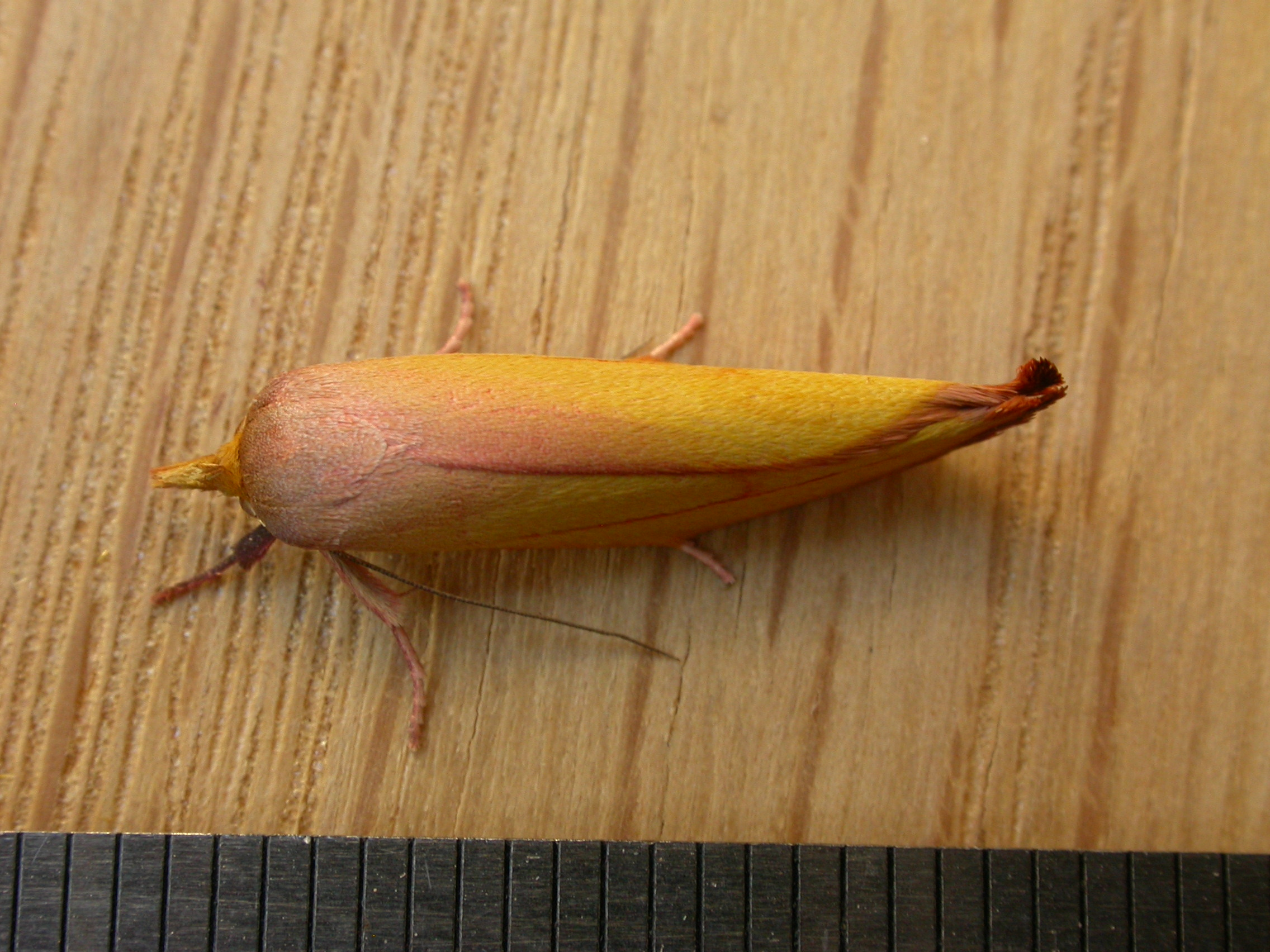